# 布雷特·赫德森
布雷特·赫德森（英語：Bret Hudson，1973年10月2日—2023年6月15日），澳大利亚男子竞技体操运动员。他曾代表澳大利亚参加1994年和1998年英联邦运动会体操比赛，获得一枚金牌、二枚银牌和二枚铜牌。他曾参加1996年夏季奥林匹克运动会，并获得男子個人全能項目第51名。